# Sirinaga II
Sirinaga II fou rei d'Anuradhapura (Sri Lanka) del 245 al 247. Era fill de Voharika Tissa i va succeir al seu oncle Abhaya Naga.
Va reparar la paret rodona de l'arbre sagrat i va construir una gran sala no llunyana del recinte de l'arbre sagrat; aquesta sala es va dir Hansewatta.
A la seva mort el va succeir el seu fill Vijaya II (Wijaya II, Vidjaya II).